# 540
Cette page concerne l'année 540  du calendrier julien. Pour l'année 540 av. J.-C., voir 540 av. J.-C. Pour le nombre 540, voir 540 (nombre).
L'année 540 est une année bissextile qui commence un dimanche.

## Événements
- Mai[1], guerre des Goths : Bélisaire, qui assiège les Ostrogoths dans Ravenne, feint d'accepter de devenir roi d'Italie et entre dans la ville. Le roi des Ostrogoths Vitigès est fait prisonnier[2]. La reconquête de l'Italie au Sud du Pô semble complète. Bélisaire retourne à Constantinople en emmenant Vitigès avec lui[1].
- Été : soulèvement des Ostrogoths du Nord de l'Italie qui désignent Ildibald comme leur nouveau roi à Pavie[3].
- Juin : siège et prise d'Antioche par les Sassanides[4]. Khosro Ier, le roi des Perses reprend la guerre avec Justinien en envahissant la Syrie ; il rançonne ou pille les villes. Antioche, la plus importante cité de la région, est mise à sac[2].
- Automne : Ildibald triomphe de l’armée romaine à Trévise mais est assassiné en mai 541[5].

- Une grande armée bulgare ravage la Thrace et la Macédoine[6] jusqu'en Illyrie. Elle détruit Corinthe avant d'atteindre les murs de Constantinople[2]. Les Bulgares rentrent chez eux chargés de butin et font 120 000 prisonniers[7].
- Le roi d’Himyar (Yémen), Abraha, mène une expédition contre le sanctuaire païen de La Mecque[8].
- Une éruption volcanique a eu lieu dans les tropiques[9], probablement au lac Ilopango au Salvador[10].
- Le soleil s'est assombri le 20 juin selon la Chronique anglo-saxonne, et les étoiles ont brillé jusqu'à neuf heures et demie du matin[11]. Il y a eu une éclipse[12].
- Épidémie de peste (peste Justinienne : 531- 580). Près de la moitié de la population du monde méditerranéen anéantie selon Grégoire de Tours[10].

## Naissances en 540
- Umm Hakim bint Abdul Muttalib
- Urwa ibn al-Ward, poète arabe, mort en 607

## Décès en 540
- Vaast, évêque d'Arras.
- Vitigès, roi des Ostrogoths.
- Wisand, roi des Hérules.